# Stolz (Familienname)
Stolz ist ein deutscher Familienname.

## Namensträger

### A
- Adolf Stolz (1871–1917), deutscher Kaufmann, Botaniker (Bryologe) und Maler/Zeichner
- Alban Stolz (1808–1883), deutscher Theologe
- Albert Stolz (1875–1947), italienischer Maler aus Südtirol
- Alexander Stolz (* 1983), deutscher Fußballspieler
- Alfred Stolz (* 1950), deutscher Ethnologe
- André Stolz (* 1972), deutscher Politiker (CDU), Landtagsabgeordneter in Hessen
- Andreas Stolz (* 1958), deutscher Mikrobiologe und Hochschullehrer
- Anna Stolz (* 1982), deutsche Politikerin
- Anselm Stolz (1900–1942), deutscher römisch-katholischer Theologe
- Artur Stolz (1932–2018), deutscher Basketballspieler

### B
- Bärbel Stolz (* 1977), deutsche Schauspielerin
- Benedikt Stolz (1895–1986), deutscher römisch-katholischer Theologe
- Benjamin Stolz (* 1988), deutscher Synchronsprecher und Hörspielsprecher
- Bernd Stolz (* 1937), deutscher Zeichner
- Bernhard Stolz (* 1970), deutscher Jurist, Rechtsanwalt und Herausgeber

### C
- Carl Stolz (Maler) (1894–1978), deutscher Bildnis- und Landschaftsmaler sowie Restaurator
- Christian Stolz (Apotheker) (1827–1918), deutscher Apotheker und Pharmazeut
- Christian Stolz (* 1977), deutscher Geograph, Geomorphologe, Geoarchäologe und Hochschullehrer
- Christoph Stolz (* 1980), deutscher Leichtathlet
- Claus Stolz (* 1963), deutscher Fotokünstler

### D
- Daniel Stolz (* 1968), Schweizer Politiker (FDP)
- Daniel Stolz von Stolzenberg (auch Daniel Stolcius von Stolcenberg; 1600–nach 1644), böhmischer Astrologe, Alchimist, Poet und Arzt
- Daniela Iraschko-Stolz (* 1983), österreichische Skispringerin
- Diana Stolz (* 1976), deutsche Politikerin (CDU)
- Dieter Stolz (* 1960), deutscher Literaturwissenschaftler
- Dieter Helmut Stolz (1916–1999), deutscher Kulturreferent und Landeshistoriker
- Dominik Stolz (Politiker), Mediziner und Politiker, MdL Mähren
- Dominik Stolz (Fußballspieler) (* 1990), deutscher Fußballspieler

### E
- Eberhard Stolz (* 1946), deutscher Maler, Grafiker und Fotograf
- Einzi Stolz (1912–2004), österreichische Managerin und Ehefrau des Operettenkomponisten Robert Stolz
- Ernst Stolz (Journalist) (1882–1959), deutscher Journalist
- Ernst Stolz (Musiker) (* vor 1970), niederländischer Musiker (Viola da gamba, Cembalo) und Musikpädagoge
- Erwin Stolz (* 1964), deutscher Neurologe
- Eugen Stolz (1874–1936), deutscher katholischer Priester, Stadtpfarrer

### F
- Franz Stolz (* 2001), österreichischer Fußballspieler
- Friederike Stolz (1913–1989), österreichische Keramikerin und Bildhauerin
- Friedrich Stolz (Bergbauunternehmer) (1829–1897), deutscher Bergwerksbesitzer
- Friedrich Stolz (Philologe) (1850–1915), österreichischer Indogermanist
- Friedrich Stolz (Chemiker) (1860–1936), deutscher Chemiker
- Fritz Stolz (Politiker) (1889–1956), deutscher Politiker (NSDAP)
- Fritz Stolz (Religionswissenschaftler) (1942–2001), Schweizer Religionswissenschaftler

### G
- Georg Stolz (1632–1708), deutscher Theologe und Pastor, siehe Georg Stoltz
- Georg Stolz (Gewerkschafter), deutscher Gewerkschaftsfunktionär
- Georg Stolz (Architekt) (Georg Ludwig Wilhelm Stolz; 1928–2011), deutscher Architekt, Baumeister und Autor
- Georg Peter Wilhelm Stolz (1806–1890), deutscher Lehrer, Philosoph und Dichter
- Gerhard Stolz (* 1946), deutscher Politiker (Grüne)

### H
- Hans Georg Stolz (1958–2015), deutscher Medienwissenschaftler und Manager
- Heide Stolz (1939–1985), deutsche Fotografin
- Heinrich Stolz (* 1951), deutscher Physiker und Hochschullehrer
- Heinz Stolz (Heinrich Alban Stolz; 1888–1982), deutscher Lehrer, Publizist und Schriftsteller
- Hilde von Stolz (1903–1973), österreichisch-deutsche Schauspielerin
- Holger Stolz (* 1975), deutscher Schauspieler

### I
- Ida Stolz (1841–1903), österreichische Pianistin
- Ignaz Stolz (1868–1953), Südtiroler Maler

### J
- Jakob Stolz (1832–1919), österreichischer Komponist und Musikpädagoge
- Jo Stolz (1923–2014), deutscher Maler
- Johann Stolz (Missionar) (?–1885), deutscher evangelisch-lutherischer Missionar
- Johann Stolz (Kaufmann) (1907–nach 1970), deutscher Kaufmann und Verbandsfunktionär
- Johann Anton von Harbuval-Chamaré-Stolz (1834–1895), böhmisch-deutscher Großgrundbesitzer und Politiker (Zentrum), MdR
- Johann Jakob Stolz (1753–1821/1823), Schweizer protestantischer Pfarrer, Theologe, Übersetzer und Autor
- Johannes Stolz (* 1984), deutscher Basketballspieler
- Jonas Stolz (* 1995), deutscher Grasskiläufer
- Jordan Stolz (* 2004), US-amerikanischer Eisschnellläufer
- Jörg Stolz (* 1967), Schweizer Religionssoziologe
- Josef Stolz (Musiker) (* 1954), österreichischer Cembalist, Organist, Dirigent und Komponist; Leiter der Cappella Splendor Solis
- Joseph Stolz (Mediziner) (1811–1877), österreichischer Psychiater

### K
- Karl Stolz (Politiker, 1873) (1873–1967), deutscher Politiker und Unternehmer
- Karl Stolz (Politiker, 1913) (1913–2001), deutscher Politiker, Landrat
- Karsten Stolz (1964–2025), deutscher Kugelstoßer
- Klaus Stolz (* 1964), deutscher Fußballspieler, Anglist, Politik- und Kulturwissenschaftler sowie Hochschullehrer

### L
- Leonard Stolz (* 1991), deutscher Fußballspieler
- Leopold Stolz (1866–1957), österreichischer Komponist und Dirigent
- Luca Stolz (* 1995), deutscher Automobilrennfahrer

### M
- Margarethe Stolz-Hoke (1925–2018), österreichisch-italienische Malerin
- Michael Stolz (Bildhauer) (1820–1890), österreichischer Bildhauer und Zeichner
- Michael Stolz (Germanist) (* 1960), deutscher Germanist und Hochschullehrer
- Michael Stolz (Fußballspieler) (* 1966), deutscher Fußballspieler
- Monika Stolz (* 1951), deutsche Politikerin (CDU), MdL, Ministerin

### N
- Nikolaus Stolz (1865–1944), deutscher Politiker (DDP)

### O
- Olaf Stolz (* 1965), deutscher Basketballtrainer
- Oliver Stolz (* 1966), deutscher Politiker (parteilos)
- Otto Stolz (Mathematiker) (1842–1905), österreichischer Mathematiker
- Otto Stolz (Historiker) (1881–1957), österreichischer Historiker und Volkskundler

### P
- Paul Stolz (1877–1952), deutscher Maler und Kunsthistoriker
- Peter Stolz (* 1941), Schweizer Wirtschaftswissenschaftler

### R
- Rainer Stolz (* 1966), deutscher Dichter und Schriftsteller
- Robert Stolz (1880–1975), österreichischer Komponist und Dirigent
- Rolf Stolz (* 1949), deutscher Publizist, Schriftsteller und Fotograf
- Rudolf Stolz (1874–1960), Südtiroler Maler
- Ruth Stolz (1904–1981), deutsche Kommunistin und Editorin

### S
- Sandra Stolz (* 1982), deutsche Fußballschiedsrichterin
- Sebastian Stolz (1876–1963), Kommunalpolitiker
- Silvia Stolz (* 1980), deutsche Intendantin
- Stephan Stolz (* 1954), deutscher Mathematiker
- Sylvia Stolz (* 1963), deutsche Juristin

### T
- Teresa Stolz (1834–1902), tschechische Sopranistin und Muse
- Thomas Stolz (* 1957), deutscher Linguist
- Thorsten Stolz (* 1979), deutscher Politiker

### W
- Walter Stolz (1948–2014), deutscher Maler und Grafiker
- Werner Stolz (* 1934), deutscher Physiker und Hochschullehrer
- Wilhelm Stolz (1860–1954), deutscher Unternehmer und Erfinder
- Wolfgang Stolz (1953–2022), deutscher Handballspieler

### X
- Xenia Stolz (* 1989), deutsche Leichtathletin